# Cha-cha-chá
Cha-cha-chá és una pel·lícula espanyola de comèdia sentimental sobre infidelitats de parella dirigida per Antonio del Real el 1998.

## Sinopsi
Lucía (Ana Álvarez) i María (María Adánez) són dues amigues, molt joves i molt maques. Són íntimes des de nenes i ho comparteixen tot. Bé, tot menys Pablo (Jorge Sanz), el xicot de María a qui Lluïa festeja en secret... fins que aconsegueix emportar-se'l al llit. Malgrat la meravellosa nit d'amor, Pablo continua sent el promès de María i perquè deixi de ser-ho, Lucía maquina un pla enrevessat ... Si María s'enamora d'un altre noi, ella tindrà el camp lliure amb Pablo. Però aquest suposat noi ha de ser el més pròxim a l'home perfecte: maco, intel·ligent, sofisticat, culte simpàtic, alt... Per a dur a terme el "treball de seducció", Lucía contracta per sessions a Antonio (Eduardo Noriega), un maquíssim model professional que els seus modals, gustos i coneixements se situen en el pol oposat del que requereix l'ocasió. Lucía s'encarrega, personalment, d'instruir Antonio fins i tot en els detalls més íntims. Finalment, quan Lucía aconsegueix el seu propòsit, que María i Antonio tinguin una cita íntima, aquesta s'adona dels seus veritables sentiments cap a Antonio i cap a Pablo i intercanvien parelles.

## Repartiment
- Eduardo Noriega... Antonio
- Ana Álvarez...	Lucia
- María Adánez...	Maria
- Jorge Sanz...	Pablo Cires
- Gabino Diego...	Gustavo
- Marta Belaustegui...	Marta
- Elisa Matilla…	Dori